# Dark End of the Street
Dark End of the Street è il secondo album dei Moving Hearts, pubblicato dalla WEA Records nel 1982.
Da non confondere con la raccolta (sempre dei Moving Hearts) del 1982 dal titolo The Dark End of the Street (WEA International/Jem Records).

## Tracce
Lato A
1. Remember the Brave Ones – 4:34 (Barry Moore)
2. Dark End of the Street – 4:59 (Chips Moman, Dan Penn)
3. All I Remember – 4:00 (Mick Hanly)
4. Let Somebody Know – 6:01 (Declan Sinnott)

Lato B
1. What Will You Do About Me – 5:53 (Jesse Oris Farrow)
2. Downtown – 2:30 (Davy Spillane)
3. Allende – 3:29 (Don Lange)
4. Half-Moon – 5:07 (Eoghan O'Neill)

## Musicisti
- Christy Moore - voce solista (brani: A1, A2, A3, B1, B2, B3 e B4)
- Christy Moore - bodhrán (brano: B2)
- Donal Lunny - sintetizzatore
- Donal Lunny - percussioni (rototoms) (brano: A4)
- Donal Lunny - bouzouki (nelson solid bouzouki) (brano: B2)
- Declan Sinnott - chitarra elettrica fender, chitarra acustica lowden
- Declan Sinnott - voce solista (brano: A4)
- Davy Spillane - cornamuse (uillean pipes)
- Davy Spillane - fischietto (low and percussion whistle) (brano: B2)
- Keith Donald - sassofono (sassofoni yamigisawa e yamaha)
- Keith Donald - clarinetto basso (brano: A4)
- Eoghan O'Neill - basso (basso fretted e fretless)
- Eoghan O'Neill - performer (autocabasa) (brano: B1)
- Matt Kelleghan - batteria

Musicista aggiunto
- Andrew Boland - pianoforte (brano: B4)[1]